# Jeong Mong-ju
Jeong Mong-ju (hangul : 정몽주, hanja : 鄭夢周, 22 novembre 1337 - 4 avril 1392) est un politicien et un pionnier du néoconfucianisme du temps de la dynastie Goryeo de Corée. Son nom de plume était Poeun (포은, 圃隱), son nom de courtoisie Dalgha (달가 達可). Il a été Premier ministre de 1390 à 1392, était connu sous le titre de comte Ikyang (익양 백, 益陽 伯) et est devenu le symbole de la loyauté politique.

## Biographie
Jeong Mong-ju est né à Yeongcheon dans le sud-est du pays. Il marque ses contemporains en obtenant la meilleure note à chacune des épreuves du concours de la fonction publique. Élève de Yi Saek, il devient fonctionnaire en 1362 et enseigne à l'académie Sungkyunkwan. Il se concentre alors sur l’œuvre de Confucius dont il traduit les écrits. Il travaille à faciliter le passage des rites bouddhistes aux rites confucéens sur la base des Rites familiaux de Zhu Xi Jia Li (Chujakarye) et met en valeur le Classique des Rites (Yejôn) par ses analyses.
Au service du roi, il se rend six fois en Chine à la cour des Ming pour des missions diplomatiques dues en particulier aux conflits entre les dynasties Ming et Yuan. En 1377, il se rend au Japon et convainc le gouvernement de libérer des centaines de prisonniers coréens victimes d'incursions de pirates.
Jeong devient premier ministre en 1390. À cette époque, le gouvernement est divisé : le général Choi Yeong veut faire la guerre avec les Ming tandis que le général Yi Seong-gye penche pour la diplomatie tout en cherchant à renverser le roi. Yi chercha aussi le ralliement de Jeong mais celui-ci préféra rester fidèle à son roi et exprime son refus dans un célèbre poème (Dansimga, Le chant du cœur dévoué). Devant ce rejet, à l'issue d'un banquet, Yi Bang-won, le fils de Yi Seong-gye, fait tuer Jeong Mong-ju le 4 avril 1392 sur le pont Sonjuk de Kaesong, la capitale. Sa mort marque la fin de la dynastie de Goryeo et la prise de pouvoir  par Yi Seong-gye qui fonde alors la dynastie de Joseon.

## Œuvres
- Poeun Jip (포은집 圃隱集)
- Poeun Sigo (포은시고 圃隱詩藁)
- Dansimga (단심가 丹心歌), « Le chant du cœur dévoué », son poème d'adieu :

« Il se peut que ce corps souffre cent morts

Que mes os se transforment en poussière et que mon âme ne soit plus

Mais mon cœur dévoué ne cessera jamais de battre. »